# 青葉山ろく公園
青葉山ろく公園（あおばさんろくこうえん）は、京都府舞鶴市の青葉山山麓に整備された都市公園（総合公園）である。
別名若狭富士と呼ばれ、自然豊かな青葉山でキャンプやアスレティック、パターゴルフやグラウンド・ゴルフ、野外体験授業が楽しめる公園。休日などにはピクニックなどの家族連れで賑わう。また陶芸館もある。入園、駐車場は無料。パターゴルフは大人500円・小人250円、陶芸館は大人400円・小人100円（他に粘土代等要）。

## 開園時間・休園日
- 開園時間：9時00分～17時00分
- 休閉園日：祝日の翌日／年末年始。また、グリーンスポーツセンター（3月～11月）／パターゴルフ場（12月～3月）／ 陶芸館毎週月曜日（祝日の場合は翌々日）

## アクセス
- 舞鶴若狭自動車道舞鶴東インターチェンジから国道27号に出て、鹿原信号を左折、舞鶴高専を過ぎてすぐ。
- JR西日本舞鶴線東舞鶴駅より京都交通バス朝来循環線に乗り、舞鶴高専前下車し徒歩約5分。
- JR西日本小浜線松尾寺駅から徒歩20分。

## 周辺の名所・文化施設
- 舞鶴引揚記念館
- 舞鶴クレインブリッジ
- 舞鶴親海公園
- 松尾寺
- 金剛院
- 赤れんが博物館
- 舞鶴市政記念館（12棟の煉瓦倉庫群）
  - 舞鶴赤レンガ倉庫群
- 五老スカイタワー

## 京都府による新スタジアム建設
京都府が計画するサッカーなど球技専用スタジアムの建設地として、舞鶴市は青葉山ろく公園として整備が進むエリアの一部2.1ヘクタールを提案したが、最終的には亀岡市（サンガスタジアム by KYOCERA）に建設されることになった。